# Rother Hügel
Rother Hügel ist ein Gemeindeteil der Großen Kreisstadt Kulmbach im Landkreis Kulmbach (Oberfranken, Bayern). Rother Hügel liegt in der Gemarkung Katschenreuth.

## Geografie
Am Weiler fließt der Prinsengraben vorbei. Im Osten grenzt das Windischenhaiger Holz an. Die Staatsstraße 2190 führt nach Katschenreuth (1,5 km nördlich) bzw. nach Krumme Fohre (1,7 km südwestlich). Eine Gemeindeverbindungsstraße führt nach Proß (1,3 km westlich).

## Geschichte
Rother Hügel wurde auf dem Gemeindegebiet von Katschenreuth gegründet. Auf einer topographischen Karte von 1940 wurden die Anwesen verzeichnet, jedoch ohne Ortsnamen. Im Amtlichen Ortsverzeichnis von 1964 wurde der Ort erstmals namentlich erwähnt. Am 1. Juli 1976 wurde Rother Hügel im Zuge der Gebietsreform in Bayern nach Kulmbach eingegliedert.

## Einwohnerentwicklung
| Jahr        | 001961 | 001970 | 001987 |
| Einwohner   | 38     | 30     | 25     |
| Wohngebäude | 5      |        | 6      |
| Quelle      | [ 7 ]  | [ 9 ]  | [ 1 ]  |

## Religion
Rother Hügel ist evangelisch-lutherisch geprägt und nach St. Aegidius (Melkendorf) gepfarrt.